# Adelobotrys tessmannii
Adelobotrys tessmannii är en tvåhjärtbladig växtart som beskrevs av Markgr.. Adelobotrys tessmannii ingår i släktet Adelobotrys och familjen Melastomataceae. Inga underarter finns listade i Catalogue of Life.